# 安琪 (詩人)
安琪（1969年—），原名黄江嫔，女，福建漳州人，中国现代诗人，中间代概念的发起人之一，也是丑石诗群成员以及第三条道路诗群的代表诗人之一。

## 生平
安琪于1988年7月毕业于漳州师范学院中文系。大学期间开始诗歌创作，其作品在各种文学刊物上出版，现居北京。

## 作品
诗作入选《中间代诗全集》《现代中国文学精品文库·诗歌卷》《感动大学生的100首诗歌》《新世纪十佳青年女诗人诗选》及各种年度诗歌选本等，主编有《中间代诗全集》（与远村、黄礼孩合作，海峡文艺出版社2004年出版）等。诗作被译成韩文、希伯来文、英文，入选韩国、以色列、美国等诗歌选本。

### 主要作品
- 《歌·水上红月》
- 《奔跑的栅栏》
- 《任性]]》
- 《像杜拉斯一样生活》
- 《个人记忆：2004——2006》

## 奖项
1995年获第四届柔刚诗歌年奖。2003年获首届独立民间诗刊编辑奖。